# Stazione meteorologica di Vasto Centro
La stazione meteorologica di Vasto Centro è la stazione meteorologica di riferimento relativa all'area urbana della città di Vasto.

## Coordinate geografiche
La stazione meteorologica si trova nell'area climatica dell'Italia meridionale, dove è situato l'intero territorio regionale dell'Abruzzo, in provincia di Chieti, nel comune di Vasto,  a 144 metri s.l.m. e alle coordinate geografiche 42°07′N 14°42′E.

## Dati climatologici
In base alla media trentennale di riferimento 1961-1990, la temperatura media del mese più freddo, gennaio, si attesta a +7,1 °C; quella del mese più caldo, agosto, è di +24,9 °C. 
| Vasto Centro       | Mesi | Mesi | Mesi | Mesi | Mesi | Mesi | Mesi | Mesi | Mesi | Mesi | Mesi | Mesi | Stagioni | Stagioni | Stagioni | Stagioni | Anno |
| Vasto Centro       | Gen  | Feb  | Mar  | Apr  | Mag  | Giu  | Lug  | Ago  | Set  | Ott  | Nov  | Dic  | Inv      | Pri      | Est      | Aut      | Anno |
| ------------------ | ---- | ---- | ---- | ---- | ---- | ---- | ---- | ---- | ---- | ---- | ---- | ---- | -------- | -------- | -------- | -------- | ---- |
| T. max. media (°C) | 9,8  | 11,1 | 13,7 | 17,7 | 22,0 | 26,3 | 29,2 | 29,3 | 25,8 | 20,4 | 15,4 | 12,2 | 11,0     | 17,8     | 28,3     | 20,5     | 19,4 |
| T. min. media (°C) | 4,4  | 4,8  | 6,7  | 10,0 | 13,8 | 17,8 | 20,3 | 20,6 | 17,8 | 13,5 | 9,7  | 6,8  | 5,3      | 10,2     | 19,6     | 13,7     | 12,2 |